# 大谷崩

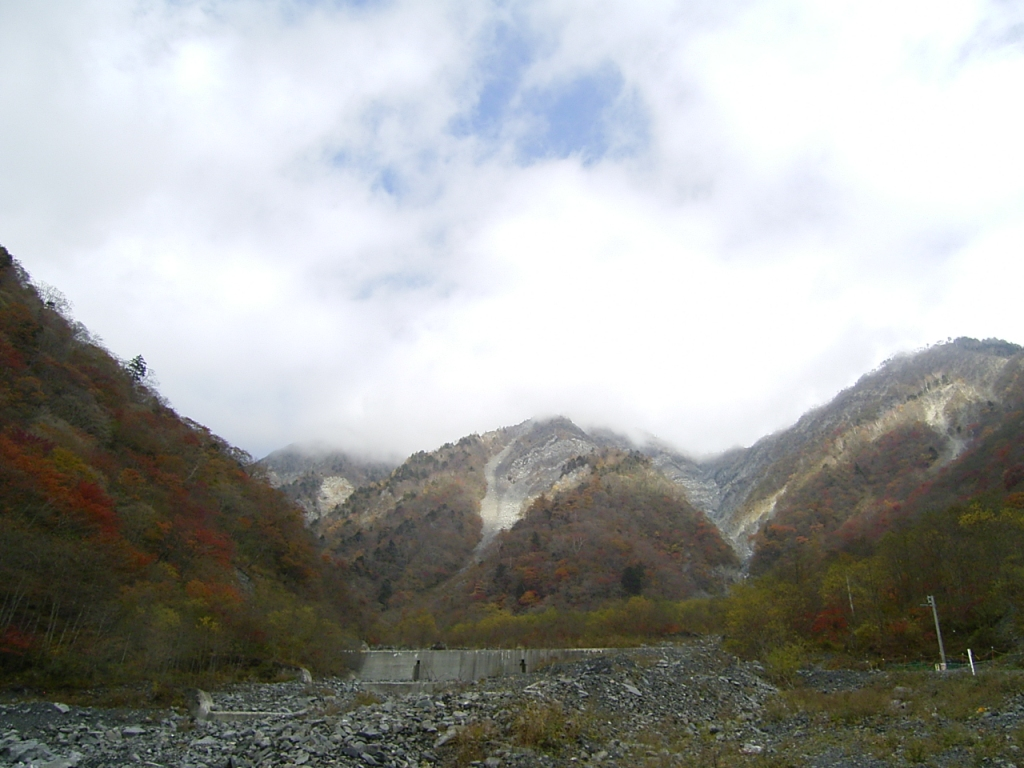
安倍川上流の大谷崩

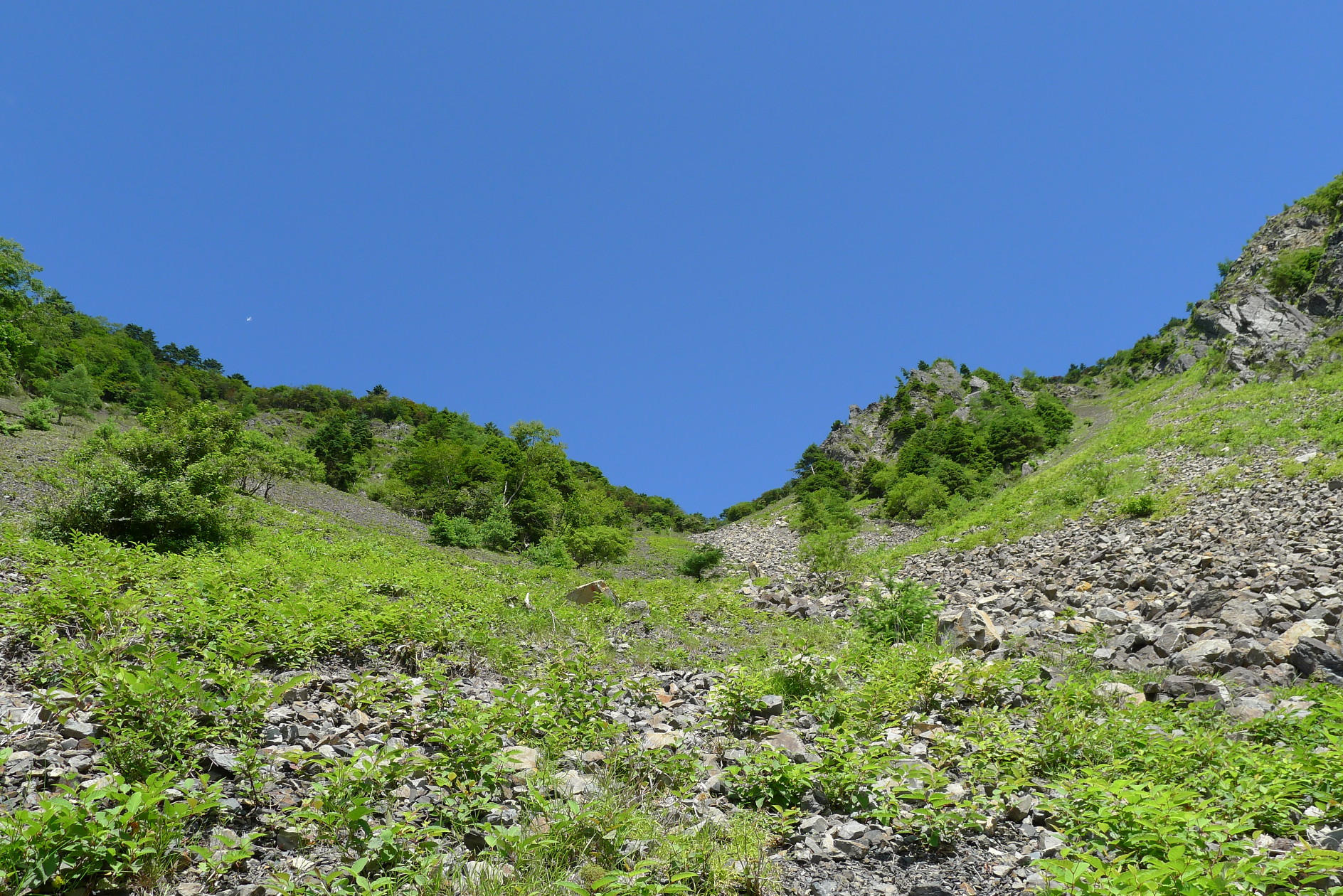
近景

大谷崩（おおやくずれ）は、静岡市葵区の大谷嶺（おおやれい）の南斜面にある、1707年（宝永4年）の宝永地震によってできた山体崩壊である。
1858年に富山県で起きた鳶山崩れ、1911年に長野県で起きた稗田山崩れとともに、日本三大崩れのひとつとされる。

## 概要
大谷嶺は標高1999.7m安倍川（あべかわ）の水源のひとつである。大谷崩の位置に崩壊地があったことは1530年（享禄3年）の文献にはすでに書かれている。「大谷崩」の名称の文献上の初出は、1709年（宝永6年）4月に記された「駿河国安倍郡梅ヶ島村差出シ（村差出明細帳）」に「大谷崩という崩壊地があり、さらに下流には長さ1里、横幅10丁の池がある」と記されている。
崩壊で発生した土砂は1億2000万m3と推定され、これが三河内川を堰止めて大池を生じ、明治初頭まで存在していた。また下流に滝もつくりだしており、この滝は土砂のために真っ赤な水を流し続けたことから、「赤水の滝」（北緯35度16分27.3秒 東経138度19分39.7秒 / 北緯35.274250度 東経138.327694度）と呼ばれている。
現在でも大雨の後には多量の土砂崩落が見られる。山体崩壊の迫力のある形状とともに、春の新緑、秋の紅葉、冬の雪化粧などの景観にも優れることから、山の麓まで訪れる観光客も見られる。

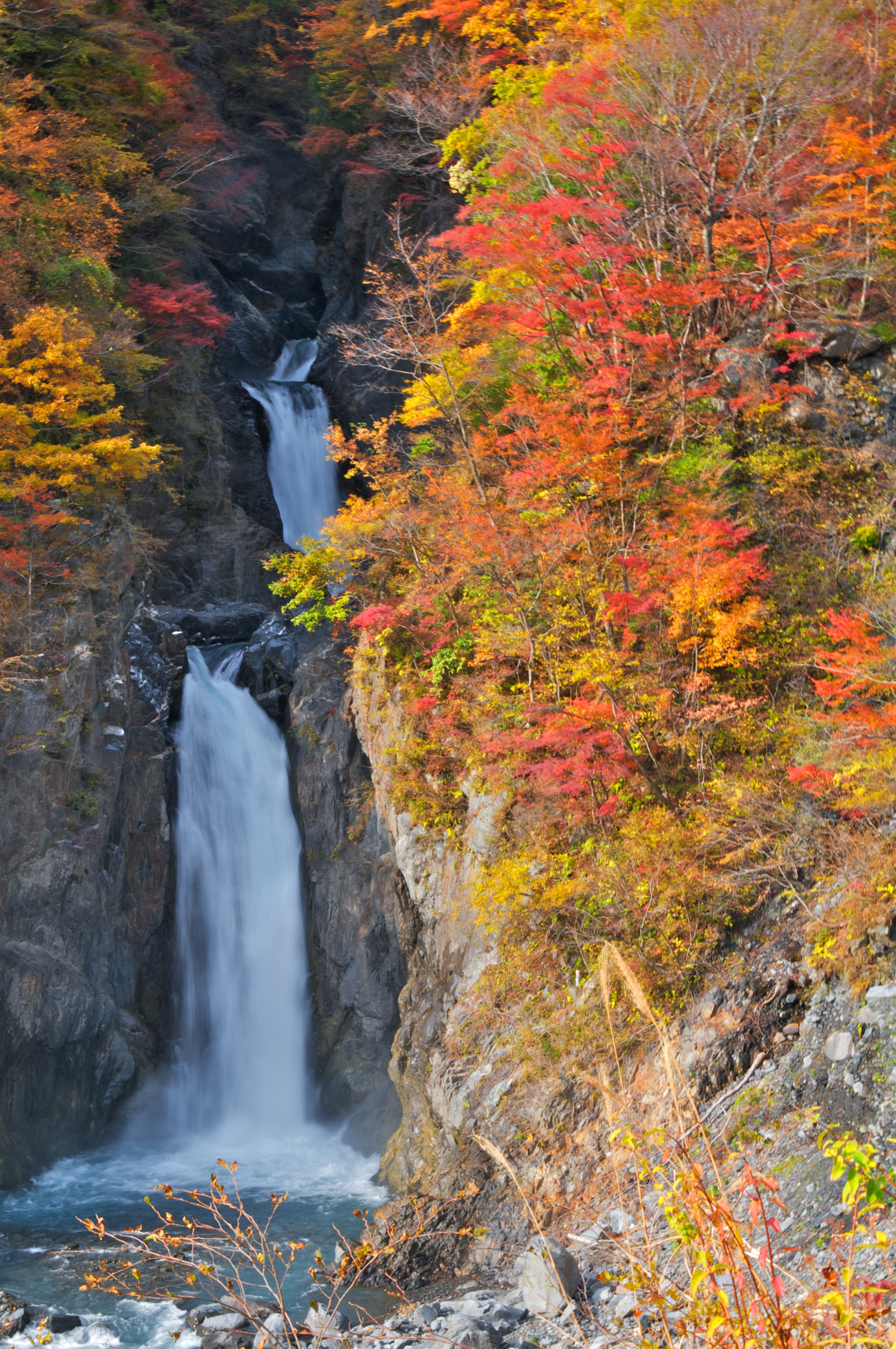
赤水の滝

## 登場する作品
- 幸田文『崩れ』講談社〈講談社文庫〉、1994年10月5日。ISBN 978-4061857889。
幸田が72歳のときに出会った大谷崩の迫力に圧倒されたことから、全国の崩壊地を訪ね歩いたことを綴ったエッセイ。大谷崩のたもとには「崩れ」の文学碑がある。
- 青木奈緒『動くとき、動くもの』講談社、2002年11月。ISBN 978-4062115230。
幸田の孫である青木が大谷崩ほか、上記『崩れ』の地を訪れて著したエッセイ。「砂防と治水」139号（平成13年4月号）[4]から148号（平成13年10月号）[5]にかけ連載された。